# گوارشک
گوارشک، روستایی از توابع بخش مرکزی شهرستان مشهد در استان خراسان رضوی ایران شهرداری منطقه 12 است.نام گوارشک (گو)به معنای پهلوان و اَرَشک هم نام موسس سلسه اشکانیان (پارتها، که در شمال شرق ایران ساکن بودند) می باشد وبه نظرمن وجه تسمیه این روستا بدین نام هم همین بوده است

## جمعیت
این روستا در دهستان درزآب قرار دارد و براساس سرشماری مرکز آمار ایران در سال ۱۳۸۵، جمعیت آن ۹۱۰ نفر (۲۶۵ خانوار) بوده‌است. جمعیت گوارشک در سال ۱۳۹۰ به ۹۰۵ نفر (۲۶۶ خانوار) کاهش یافته‌است.با افزایش جمعیت در سالهای اخیر و در بهمن ماه 1399 جمعیت این منطقه رو به افزایش است و با پیشرفت تکنولوژی و امکانات رفاهی نظیر گاز برق و تلفن و اینترنت این منطقه تفاوت چندانی با یک شهر ندارد و روز به روز آبادانی و ساخت و ساز جهت سکونت بیشتر میشود.